# Međunarodni dan arhiva
Međunarodni dan arhiva hrvatska arhivska zajednica obilježavanjem ovog dana želi potaknuti i razviti svijest javnosti o arhivskom gradivu kao spomeničkom blagu.

## Povijest
Ideja o obilježavanju Međunarodnog dana arhiva rodila se još početkom novog stoljeća. Na XV. Kongresu u Beču 2004. sudionici su usvojili rezoluciju o osnivanju Međunarodnog dana arhiva koji bi se održavao svake godine 9. lipnja, na dan osnutka ICA-e (Međunarodno arhivsko vijeće). Prošlo je još nekoliko godina, prije nego što je 9. lipnja 2008. prvi put obilježen Međunarodni dan arhiva. 
Međunarodni dan arhiva je prilika kada arhivi u svijetu javnost upoznaju sa svojom stručnom, kulturnom, znanstvenom, upravnom i uslužnom djelatnošću, kao i s vrijednim povijesnim izvorima o kojima skrbe.
Hrvatski arhivi su 9. lipnja 2009. godine po prvi put obilježili Međunarodni dan arhiva. 
Hrvatski arhivi u povodu Međunarodnog dan arhiva priređuju izložbe, organiziraju predavanja, radionice, promocije knjiga, stručne skupove i druge promotivne događaje – kako u arhivima, tako i u drugim ustanovama – promičući na taj način multikulturni pristup nacionalnoj povijesti i kulturi, a ponajviše svjedoče o važnosti zaštite pisane kulturne baštine.
Godine 2010. u Hrvatskoj se obilježio temom „Zemljišno vlasništvo“. Baština koja se posebno predstavlja 2010. godine - zemljišni planovi, katastarske karte, urbari, ugovori i druga dokumentacija koja svjedoči o zemljišnom vlasništvu – jedinstveni je izvor za istraživanje i utvrđivanje vlasništva i korištenja posjeda, a često služi i u genealoškim istraživanjima.
Godine 2012. Međunarodni dan arhiva obilježio se 11. lipnja.

## Vanjske poveznice

### Ostali projekti
|  | Zajednički poslužitelj ima još gradiva o temi Hrvatski državni arhiv |

### Službene stranice ICA
- International Archives Day[neaktivna poveznica]